# 紐因頓
紐因頓（Newington）是英格蘭倫敦市中心的一個地區，屬於南華克倫敦自治市，在歷史上曾先後屬於過薩里郡和倫敦郡。自1917年開始，倫敦郡議會大樓曾位於紐因頓。科學家麥可·法拉第在1791年出生在紐因頓。

## 外部連結
- Newington, Southwark — Hidden London （页面存档备份，存于）
- Walworth, Newington and Elephant & Castle suburban development